# Canton de Cérilly
Le canton de Cérilly est une ancienne division administrative française située dans le département de l'Allier.

## Géographie
Ce canton était organisé autour de Cérilly dans l'arrondissement de Montluçon. Son altitude variait de 158 m (Lételon) à 412 m (Le Vilhain) pour une altitude moyenne de 278 m.

## Histoire
Le canton a été supprimé après les élections départementales de 2015.

### Résultats électoraux
- Élections cantonales de 2011 : le sortant Gérard Dériot (UMP) est réélu au second tour avec 56,52 % des suffrages exprimés (1 729 voix sur 3 059 exprimés) ; Françoise Pobeau-Poupard (communiste) est battue avec 43,48 % des suffrages exprimés. Le taux de participation est de 65,67 % (3 168 votants sur 4 824 inscrits)[2].

## Représentation

### Liste des conseillers généraux de 1833 à 2015
| Période | Période          | Identité                           | Étiquette           | Qualité |
| ------- | ---------------- | ---------------------------------- | ------------------- | --- |
| 1833    | 1848             | Paul Rambourg                      |                     | Maître de forges Maire de Commentry |
| 1848    | 1852             | M. Vilhardin de Marcellange        |                     | Propriétaire à Moulins |
| 1852    | 1871             | Paul Rambourg de Commentry         | Majorité dynastique | Maître de forges Maire de Saint-Bonnet-Tronçais puis de Commentry Député (1857-1863)                                                                                 |
| 1871    | 1886             | Prosper Defoulenay                 | Républicain         | Ancien inspecteur des Finances Maire de Cérilly (1883-1893) Député (1876-1881)                                                                                       |
| 1886    | 1890 (démission) | François Landriève                 | Républicain         | Notaire et maire d'Urçay |
| 1890    | 1912 (décès)     | Louis Bignon                       | Républicain         | Agriculteur et maire de Theneuille, conseiller d'arrondissement |
| 1913    | 1919             | Pierre-Armand Chaulier (1874-1957) | SFIO                | Négociant en volailles Conseiller municipal de Meaulne |
| 1919    | 1922             | Charles Demahis                    | Rad.                | Docteur en médecine à Cérilly |
| 1922    | 1940             | Pierre-Armand Chaulier             | SFIO                | Négociant en volailles Maire de Meaulne Président du Conseil Général (1935-1940)                                                                                     |
|         |                  |                                    |                     | |
| 1942    | 1945             | Georges Gozard                     |                     | Agriculteur Maire de Cérilly Nommé conseiller départemental en 1942                                                                                                  |
|         |                  |                                    |                     | |
| 1945    | 1973             | Pierre Boulois (1913-1977)         | SFIO puis DVG       | Cultivateur à Cérilly Président de la Chambre d'agriculture de l'Allier Suppléant du député Charles Magne (1962-1967)                                                |
| 1973    | 1985             | Daniel Gulon                       | PCF                 | Horticulteur Maire de Cérilly (1968-1977) |
| 1985    | 2015             | Gérard Dériot                      | DVD puis UMP        | Docteur en pharmacie Président du Conseil général (1992-1998 et 2001-2008) Sénateur (1998-2020) Maire de Cérilly (1995-2001) Adjoint au maire de Cérilly (2001-2020) |

### Conseillers d'arrondissement (de 1833 à 1940)
| Période                                  | Période          | Identité                                   | Étiquette         | Qualité |
| ---------------------------------------- | ---------------- | ------------------------------------------ | ----------------- | --- |
| 1833                                     | 1845             | François Barthélemy Defoulenay (1788-1848) |                   | Maire de Cérilly (1832-1845)                                                                                |
| 1845                                     | 1848             | Thibault Beauregard                        |                   | Notaire, maire de Cérilly (1845-1848)                                                                       |
|                                          |                  |                                            |                   | |
| 1871                                     | 1888 (décès)     | Jean Ernest Vachée (1819-1888)             | Opportuniste      | Maire de Meaulne (1878-1888)                                                                                |
| 1889                                     | 1890 (démission) | Louis Bignon                               | Républicain       | Propriétaire à Theneuille                                                                                   |
|                                          |                  |                                            |                   | |
| 1895                                     | 1907             | M. Jaquet-Dayraigne                        | Radical           | |
| 1907                                     | 1913             | Ferdinand Truffaut (1877-1957)             | SFIO              | Sculpteur, maire de Valigny                                                                                 |
| 1913                                     | 1919             | Pierre Magnant (1865-1950)                 | SFIO              | Bûcheron, maire de Saint-Bonnet-Tronçais                                                                    |
| 1919                                     | 1931             | Gilbert Penaud                             | SFIO puis PC-SFIC | Cultivateur, maire de Valigny                                                                               |
| 1931                                     | 1937 (décès)     | Jean Virlogeux                             | RG                | Agriculteur, maire de Cérilly (1929-1935)                                                                   |
| 1937                                     | 1940             | Henri Beaupin (1896-1980)                  | PC-SFIC           | Scieur puis artisan menuisier, maire de Vitray                                                              |
| 1940                                     |                  |                                            |                   | Les conseils d'arrondissement ont été suspendus par la loi du 12 octobre 1940 et n'ont jamais été réactivés |
| Les données manquantes sont à compléter. |                  |                                            |                   | |

Sources : Archives départementales de l'Allier, rubrique "Presse" - https://archives.allier.fr/archives-en-ligne/presse?arko_default_63e27309704a6--ficheFocus=

## Composition
Le canton de Cérilly regroupait douze communes et comptait 5 947 habitants (population légale de 2012 - population municipale).
En raison de la suppression du canton à partir des élections départementales de mars 2015, ces communes vont rejoindre le nouveau canton de Bourbon-l'Archambault.
| Nom                   | Code Insee | Intercommunalité       | Superficie (km2) | Population (dernière pop. légale) | Densité (hab./km2) |
| --------------------- | ---------- | ---------------------- | ---------------- | --------------------------------- | ------------------ |
| Cérilly (chef-lieu)   | 03048      | CC du Pays de Tronçais | 70,55            | 1 318 (2014)                      | 19                 |
| Ainay-le-Château      | 03003      | CC du Pays de Tronçais | 24,07            | 1 030 (2014)                      | 43                 |
| Braize                | 03037      | CC du Pays de Tronçais | 20,95            | 287 (2014)                        | 14                 |
| Isle-et-Bardais       | 03130      | CC du Pays de Tronçais | 44,65            | 265 (2014)                        | 5,9                |
| Lételon               | 03143      | CC du Pays de Tronçais | 6,37             | 112 (2014)                        | 18                 |
| Meaulne               | 03168      | CC du Pays de Tronçais | 21,07            | 776 (2014)                        | 37                 |
| Saint-Bonnet-Tronçais | 03221      | CC du Pays de Tronçais | 27,98            | 732 (2014)                        | 26                 |
| Theneuille            | 03282      | CC du Pays de Tronçais | 39,73            | 374 (2014)                        | 9,4                |
| Urçay                 | 03293      | CC du Pays de Tronçais | 12,49            | 281 (2014)                        | 22                 |
| Valigny               | 03296      | CC du Pays de Tronçais | 21,18            | 380 (2014)                        | 18                 |
| Le Vilhain            | 03313      | CC du Pays de Tronçais | 26,37            | 255 (2014)                        | 9,7                |
| Vitray                | 03318      | CC du Pays de Tronçais | 29,03            | 101 (2014)                        | 3,5                |

## Démographie
| 1962  | 1968  | 1975  | 1982  | 1990  | 1999  | 2006  | 2011  | 2012  |
| ----- | ----- | ----- | ----- | ----- | ----- | ----- | ----- | ----- |
| 9 512 | 9 218 | 8 464 | 7 737 | 7 214 | 6 544 | 6 238 | 5 990 | 5 947 |